# Медісон (Канзас)
Медісон (англ. Madison) — місто (англ. city) в США, в окрузі Грінвуд штату Канзас. Населення — 689 осіб (2020).

## Географія
Медісон розташований за координатами 38°8′2″ пн. ш. 96°8′14″ зх. д. / 38.13389° пн. ш. 96.13722° зх. д. (38.133942, -96.137201).  За даними Бюро перепису населення США в 2010 році місто мало площу 1,57 км², уся площа — суходіл.

## Демографія
Згідно з переписом 2010 року, у місті мешкала 701 особа в 313 домогосподарствах у складі 190 родин. Густота населення становила 448 осіб/км².  Було 401 помешкання (256/км²).
Расовий склад населення:
| - 95,1 % — білих - 1,7 % — корінних американців - 0,1 % — чорних або афроамериканців - 0,1 % — азіатів |

До двох чи більше рас належало 2,3 %. Частка іспаномовних становила 2,9 % від усіх жителів.
За віковим діапазоном населення розподілялося таким чином: 25,1 % — особи молодші 18 років, 56,6 % — особи у віці 18—64 років, 18,3 % — особи у віці 65 років та старші. Медіана віку мешканця становила 42,3 року. На 100 осіб жіночої статі у місті припадало 91,0 чоловіків;  на 100 жінок у віці від 18 років та старших — 93,0 чоловіків також старших 18 років.
Середній дохід на одне домашнє господарство  становив 42 610 доларів США (медіана — 33 636), а середній дохід на одну сім'ю — 47 966 доларів (медіана — 46 250). Медіана доходів становила 32 500 доларів для чоловіків та 28 839 доларів для жінок. За межею бідності перебувало 31,5 % осіб, у тому числі 55,1 % дітей у віці до 18 років та 8,6 % осіб у віці 65 років та старших.
Цивільне працевлаштоване населення становило 348 осіб. Основні галузі зайнятості: освіта, охорона здоров'я та соціальна допомога — 24,4 %, виробництво — 22,1 %, роздрібна торгівля — 19,5 %.